# 上富良野町立病院
上富良野町立病院（かみふらのちょうりつびょういん、英:Kamifurano municipality Hospital）は、北海道空知郡上富良野町に所在する公立（町立）の病院。

## 診療科
- 内科
- 外科
- 肝臓内科
- 血液・腫瘍内科
- 救急科

## 沿革
- 1958年（昭和33年）9月8日 - 上富良野町立国民健康保険直営病院として開設する。
- 1980年（昭和55年）4月 - 救急告示病院に認定される。
- 1992年（平成4年）10月 - 夜間診療を開始する。
- 2008年（平成20年）10月 - 院内に保育所を設置する。